# 2013년 동태평양 허리케인
2013년 동태평양 허리케인은 2013년 동태평양에서 발생한 허리케인들을 기록한 문서이다. 동태평양 허리케인은 주로 5월 15일에서 11월 30일 사이에 발생하나, 연중 어느 때나 발생할 수 있다. 5월 15일 열대폭풍 앨빈의 발생을 시작으로, 2013년 한 해동안 18개의 열대폭풍, 9개의 허리케인, 1개의 메이저 허리케인이 발생하였다. 중태평양 시즌은 8월 16일 열대폭풍 페바가 발생하면서 시작하였으며, 2013년동안 열대저기압 3개, 열대폭풍 2개가 발생하였다. 2009년 이후 처음으로 중태평양에서 두 개 이상의 열대폭풍이 발생하였다. 한편, 2013년 이름 중에서 마뉴엘(Manuel)이 2013년을 마지막으로 영구 제명되어, 2019년 이후부터는 "마리오(Mario)"가 쓰일 예정이다.

## 활동한 허리케인

### 동태평양

#### 제1호 열대폭풍 앨빈
5월 4일, 한 열대 파동이 남아메리카 북서부와 카리브 해 남동부를 통과하고 있었다. 5월 9일, 이 저위도 파동은 콜롬비아와 중앙아메리카를 통과하여 북동태평양 해상에 진입하였다. 계속 서진하면서 5월 13일 파동 축에 약한 저기압이 생성되었다. 이후 48시간동안 대류가 활발해졌고, 저기압이 발달하였다. 5월 15일 오전 발달된 하층 중심 주변에 뇌우 밴드가 형성되었고, 곧 같은 날 오전 6시 (UTC) 아카풀코 남남서쪽 565해리 (1045 km) 부근 해상에서 제1호 열대저기압이 발생하였다. 발생한 후 12시간동안, 제1호 열대저기압은 지속적으로 발달하여 열대폭풍 앨빈(Alvin)으로 상향 조정되었다. 앨빈은 멕시코 중부에 위치한 아열대 기압마루의 남쪽 끝을 따라 서북서쪽으로 방향을 틀었다. 약한 수직 시어와 매우 높은 해수면 수온의 도움을 받아 계속 발달하였고, 5월 16일 오전 6시 최대 풍속 50 노트, 최저 기압 1000 hPa로서 최성기를 맞이하였다. 그러나, 이후 중층의 증가한 윈드 시어와 건조한 공기의 유입으로 이런 추세는 오래 지속되지 않았다. 이러한 악조건들은 내부 대류의 약화를 이끌어, 거의 발달 속도와 맞먹을 정도의 빠른 속도로 약화되었다. 5월 17일 오전 0시, 윈드시어는 급격히 증가하였고 방향도 서풍에서 남서풍으로 바뀌었다. 이는 더욱 대류 패턴을 흐트려뜨리고 순환이 북동-남서 방향으로 휘어져 표층 기압골로 약화되게 만들었다. 닫힌 하층 순환이 없어지면서 앨빈도 6시간 만에 만사니요 남서쪽 675해리 (1250 km) 부근 해상에서 소멸하였다.

#### 제2호 허리케인 바바라
허리케인 바바라는 매든-줄리안 진동의 활성기에 동진하는 켈빈파와 서진하는 열대 파동이 상호작용함으로써 발생한 것으로 보인다. 5월 16일, 저진폭 열대 파동이 아프리카 서부 해상에 진출하였고 5월 24일 중앙아메리카를 통과하였다. 이 열대 파동에는 5월 25일 켈빈파가 통과한 이후 저기압이 생성되었다. 이 약한 저기압은 꾸준히 발달하면서 서북서진했다. 5월 28일 오전, 순환이 더욱 발달하였고, 결국 같은 날 낮 12시 (UTC) 멕시코 푸에르토안겔(Puerto Angel) 남남동쪽 약 110해리 (205 km) 부근 해상에 열대 저기압이 발생하였다. 낮은 윈드 시어와 30도에 육박하는 수온에 힘입어 빠르게 발달하여 6시간 만에 열대폭풍으로 발달하여 '바바라'(Barbara)로 명명되었다. 그 무렵 급격한 발달이 시작되어, 다음 날 오전 하층에 눈 구조를 감지할 수 있었다. 낮 12시에는 풍속이 55 노트였고, 6시간 후인 오후 6시에는 2013년 동태평양 첫번째 허리케인으로 발달하였다. 그로부터 2시간이 채 안 되는 저녁 7시 50분경, 바바라는 풍속 70노트의 세기로 멕시코 할리스코주 토날라(Tonalá) 서남서쪽 15해리 (30 km) 부근에 상륙하였다. 허리케인 바바라는 급격히 약화되어 4시간 후에 풍속이 50노트로 낮아졌고, 그로부터 6시간 후 열대저기압으로 약화되었다. 대서양 해역 쪽의 캄페체 만에 진입할 때 즈음, 바바라는 이미 저기압으로 약화되어 있었다. 이 만에서 5월 31일 오전 0시에 기압골로 약화되어 소멸하였다.
허리케인 바바라로 인해 멕시코에서 3명이 사망한 것으로 알려졌다.

#### 제3호 허리케인 코스메
코스메는 열대폭풍 배리를 발생시킨 같은 열대 파동으로부터 발생하였다. 활발한 열대 수렴대에 속한 활성된 남서 지향류에 의해 열대 파동의 남쪽 끝이 북동태평양에서 느리게 서진하였다. 6월 21일 아카풀코에서 수백 km 떨어진 곳에 약한 저기압이 발생하였다. 이 저기압은 원래 북서풍 시어의 영향으로 발달되지 못했으나, 이틀 사이에 그 윈드 시어가 감소하면서 중심 주변의 대류가 점차 활발해졌다. 6월 23일 낮 12시, 중심이 더욱 발달해서 만사니요 남쪽 435 해리(805 km) 부근 해상에서 제3호 열대저기압이 발생하였다. 이 열대저기압은 12시간 후 열대폭풍으로 발달하여, '코스메'(Cosme)라는 이름으로 명명되었다. 코스메는 처음에 열대 수렴대와 관련된 강한 하층 남서풍의 지향류와 멕시코에 위치한 기압마루와 관련된 중층 동풍의 지향류 사이에 놓여 있어 별로 이동하지 않았다. 그러나 6월 24일 기압마루의 영향이 주가 되면서, 코스메는 북서진하기 시작했다. 열대폭풍 코스메는 낮은 윈드 시어와 높은 수온의 영향으로 서서히 발달하여 6월 25일 오전 허리케인으로 발달했다. 같은 날, 멕시코의 기압마루가 발달하고 서쪽으로 이동해 허리케인 코스메가 이동 방향을 서북서쪽으로 틀었다. 6월 26일 오전 0시 멕시코 카보산루카스 남남서쪽 약 345 해리(640 km) 부근 해상에서 풍속 75 노트로서 최성기를 맞이하였다. 이후 코스메는 훨씬 낮은 수온과 안정한 공기를 접하게 되면서 서서히 약화되기 시작했다. 코스메는 6월 27일 낮 12시가 되었을 때 활발한 대류를 거의 모두 잃어 열대 저기압으로서의 자격을 박탈당했다. 이 저기압은 며칠동안 서진하면서 하와이에서 동남동쪽으로 약 2600 km 떨어진 지점에서 기압골로 약화되어 소멸하였다.

#### 제4호 허리케인 델릴라
6월 17일 중앙 대서양 열대 해상에 위치했던 열대 파동이 6월 24일 중앙아메리카를 통과하였다. 동태평양 해상에서 서진하던 열대 파동에는 대류가 활발해졌고, 6월 28일 파동에 저기압이 발생했다. 이 저기압은 원래 서북서진했으나, 중층 저기압성 소용돌이의 동쪽을 따라 방향을 북쪽, 그리고 북동쪽으로 틀었다. 6월 29일 오후 6시, 저기압은 제4호 열대저기압으로 지정될 정도로 충분히 활발한 대류를 동반하고 있었다. 당시 제4호 열대저기압은 만사니요 남쪽 약 415 해리(770 km) 부근 해상에 위치해 있었다. 제4호 열대저기압은 다시 북진하였고, 6월 30일 오전에 이르러서는 열대폭풍 델릴라(Dalila)로 발달하였다. 이후 미국 남서부에서 남동쪽으로 뻗은 중층 기압마루의 영향으로 델릴라는 멕시코 해안과 평행하게 북서진하였다. 비록 낮은 수직 시어와 높은 수온의 영향을 받고 있었지만, 발달은 느렸다. 7월 2일 낮 12시가 되어서야 겨우 허리케인으로 발달하였다. 그 날 지향류가 약해져 느리게 위로 볼록한 곡선처럼 진행하여, 다음 날인 7월 3일 남서진하게 되었다. 같은 날 건조하고 안정한 공기, 그리고 동풍 윈드 시어의 영향을 받아 열대폭풍으로 약화되었다. 이후 며칠동안 델릴라는 북쪽에 위치한 약한 하중층 기압마루에 의해 서남서진하게 되었고, 지속적으로 윈드 시어와 건조한 공기의 영향을 받아 계속 약화되었다. 이렇게 계속된 결과 델릴라의 활발한 대류는 상당히 약화되었고, 7월 5일 오전에 열대저기압으로 약화되었다. 델릴라는 적지만 어느 정도의 활발한 대류를 동반하여, 이틀동안 열대저기압 상태로 머무르다가 결국 카보산루카스 남쪽 먼 해상에서 저기압으로 약화되었다. 이 저기압은 열대폭풍 에릭의 순환에 흡수되면서 7월 8일 저녁 6시 이후 소멸하였다.

#### 제5호 허리케인 에릭
에릭은 6월 18일 아프리카 서부 해상에 진출한 저기압 동반 열대 파동으로부터 발생했다고 보고 있다. 열대 파동은 6월 29일 중앙아메리카를 통과하였다. 동태평양 해역에 진입한 후인 7월 2일, 이 열대 파동은 더 큰 하층 열대 요란과 상호 작용하여 저기압이 발달하였다. 이리하여 7월 4일 낮 12시 아카풀코 남동쪽 약 180 해리 (335 km) 부근 해상에서 제5호 열대저기압으로 지정되었다. 이 열대저기압은 서북서진했는데, 그 당시의 동풍 시어로 인해 중심이 대류의 동쪽에 위치하게 되었다. 윈드 시어가 다소 감소하여 7월 5일 자정 아카풀코 바로 남쪽에서 열대폭풍 에릭(Erick)으로 발달하였다. 이 날에는 하층 중심과 중층 중심이 한 축으로 모였고, 이는 열대폭풍 에릭의 발달로 이어졌다. 7월 6일 오전 6시 에릭은 허리케인으로 발달하였고, 6시간 후 멕시코에 간접 영향을 주고 있던 에릭은 최대 풍속 70 노트, 최저 기압 983 hPa로 최성기를 맞이하였다. 에릭은 24시간 동안 이 세력을 유지했으나, 낮은 수온의 영향을 받기 시작해 대류 활동이 점차 감소하였고 그래서 7월 7일 오후 6시 에릭은 열대폭풍으로 약화되었다. 에릭은 계속 서북서진하여 7월 8일과 9일 사이에 바하캘리포니아 반도에 상륙하였다. 에릭은 7월 9일 오전 6시에 저기압으로 약화되었고, 같은 날 소멸하였다.

#### 제6호 열대폭풍 플로시
플로시의 발생은 7월 9일 아프리카 서부 해상에 진출한 열대 파동과 일부 연관되어 있다. 이 열대 파동은 빠르게 서진하여 7월 18일 중앙아메리카를 통과하였다. 파동 축 주위의 뇌우 활동은 점차 발달하였고, 7월 24일 바하캘리포니아 반도 남남서쪽 먼 곳에서 중심으로 대류가 모여들면서 더 발달하였다. 같은 날 순환이 명확하게 관측되어 7월 25일 바하캘리포니아 반도 남쪽 끝 서남서쪽 약 850 해리 (1575 km) 부근 해상에서 이 저기압은 제6호 열대저기압으로 지정되었다. 이로부터 6시간 후에는 열대폭풍 플로시(Flossie)로 발달하였다. 플로시는 비교적 높은 수온과 낮은 윈드 시어의 영향으로 서서히 발달하였다. 플로시는 서경 140도 바로 동쪽에서 눈 구조를 보이면서 풍속 60 노트로 최성기를 맞이하였다. 서경 140도를 통과한 직후 상층 기압골에 의해 남서풍 연직 시어가 발생하여 잠시 풍속 50 노트로 약화되었으나, 상층 기압골이 약화되면서 짧은 기간 동안 재발달하였다. 그러나 7월 28일 오후 다시 약화되기 시작하였고 7월 29일에는 이동 속도가 빨라졌다. 한편 서진하면서 플로시는 하와이 열도 상공의 고기압에 의해 발생한 북서풍 연직 시어를 맞이하였다. 이 시어는 플로시의 상층 발산을 상당 부분 방해하여 활발한 대류가 중심의 남쪽으로 치우치게 되었다. 지속적인 북서풍 연직 시어 아래 플로시는 7월 30일 자정 열대저기압으로 약화되었고, 같은 날 정오 카우아이 섬의 북쪽 해안 근처에서 소멸하였다.

#### 제7호 허리케인 길
허리케인 길은 7월 16일 아프리카 서부 해상에 진출한 열대 파동으로부터 발생하였다. 이 파동은 서진하면서 7월 24일 동태평양 해역에 진입하였다. 7월 25일과 28일 사이에 주변 대류가 어느 정도 활발해지긴 했으나, 뚜렷한 저기압이 관측되지는 않았었다. 7월 29일, 이 파동에서 약한 저기압이 발생하였고, 점차 발달하면서 7월 30일 낮 12시 바하캘리포니아 반도 남쪽 끝 남남서쪽 약 890 해리 (1650 km) 부근 해상에서 제7호 열대저기압으로 지정되었다.
발생 당시 순환의 규모가 작았으며, 활동 기간 내내 이런 특징을 갖고 있었다. 이런 특징에 힘입어 초기에 급격히 발달하여 발생 6시간 후 열대폭풍 길(Gil)로, 그리고 24시간 후에는 허리케인으로 발달하였다. 한편 길은 발생 당시 강한 중층 기압마루의 남쪽 가장자리를 따라 서북서진했으나, 8월 1일 서쪽으로 방향을 틀었다. 그 날 허리케인 길은 바하캘리포니아 반도 남쪽 끝 서남서쪽 약 975 해리 (1805 km) 부근 해상에서 풍속 75 노트의 세기로 최성기를 맞이하였다. 8월 2일, 증가하는 서풍의 연직 시어와 더불어 건조한 공기의 유입으로 길은 열대폭풍으로 약화되었다. 또한 8월 3일, 이 하중층 기압마루가 남쪽으로 발달하여 길의 서쪽까지 이르러, 길이 서남서쪽으로 방향을 틀게 했다. 이후인 8월 4일, 길은 열대저기압으로 약화되었고, 8월 5일 저녁 그 세기로 중태평양 해역에 진입하였다. 활발한 대류가 잠시 발생하면서 8월 6일 열대폭풍으로 발달했으나, 결국 8월 7일 기압골로 약화되었다. 이 기압골은 서북서진하며 8월 8일 완전히 소멸하였다.

#### 제8호 허리케인 헨리엣
한 열대 파동이 7월 19일 아프리카 서부 해상에 진출하여 7월 23일 남아메리카에 이르렀고, 7월 26일 동태평양에 진입하였다. 이 약한 열대 파동은 며칠 동안 열대 수렴대 속에 위치하면서 허리케인 길이 될 열대 요란을 따라서 서진하였다. 이 파동은 7월 31일 약간 발달하였다. 그러나 뇌우와 소나기 활동이 오락가락하여 크게 발달하지는 못했다. 8월 2일 파동 축을 따라 저기압이 발생하였고, 이에 따라 활발한 대류가 발생하였다. 이 대류는 8월 3일 이후까지 지속되어 그 날 정오에 제8호 열대저기압으로 지정되었다. 계속해서 발달하여 이 열대저기압은 8월 4일 자정, 바하캘리포니아 반도 남쪽 끝 남서쪽 약 1025 해리 (1900 km) 부근 해상에서 열대폭풍 헨리엣(Henriette)으로 발달하였다. 잠시 후 헨리엣은 북쪽의 강한 고기압의 영향으로 느리게 서남서진, 그리고 남서진하였다. 이 중층 기압마루의 서쪽 가장자리를 지나게 되면서 헨리엣은 서쪽, 그리고 북서쪽으로 방향을 틀었다. 헨리엣은 높은 수온의 영향으로 서서히 발달했으며, 8월 6일 오전 6시 바하캘리포니아 반도 남쪽 끝 서남서쪽 약 1300 해리 (2405 km) 부근 해상에서 허리케인으로 발달하였다. 같은 날 오후 6시 최대 풍속 80 kt로 발달하였고, 이 세력을 8월 8일 오전까지 유지하였다. 그 이후, 안정한 공기층과 26도 미만의 해역을 지났음에도 불구하고 약간 더 발달하여 같은 날 오후 6시 하와이 힐로 동쪽 약 935 해리 (1730 km) 부근 해상에서 최대 풍속 90 노트의 2등급 허리케인으로서 최성기를 맞이하였다. 헨리엣은 8월 9일 자정과 오전 6시 사이에 서경 140도선을 통과하면서 허리케인 세력을 간당간당하게 유지할 정도로 약화되었다. 이후 며칠 동안 윈드 시어는 낮았지만, 27도 미만의 해역을 통과하면서 열대폭풍으로 약화되었다. 8월 11일 오전 6시 이후, 강한 고기압의 남쪽 가장자리를 따라 서남서진하면서 남풍의 연직 시어가 증가하기 시작하였고, 이 영향으로 결국 그 날 정오 하와이섬 최남단 남쪽 약 330 해리 (610 km) 부근 해상을 통과하면서 열대저기압으로 약화되었다. 이후 수온이 상승했음에도 불구하고 헨리엣은 저기압으로 약화되었고, 6시간 후 소멸하였다.

#### 제9호 열대폭풍 이보
한 열대 파동의 남쪽 부분이 8월 15일 동태평양 해역에 진입하였다. 그러나 하루이틀 동안 큰 발달 없이 서진하였다. 8월 17일과 18일이 되자, 발달되지 않은 대류가 활발해지기 시작하여 멕시코 남쪽 먼 해상에서 하중층 저기압성 순환이 발생하였다. 이후 8월 20일 바하캘리포니아 남쪽 끝 남쪽 약 560 해리 (1035 km) 부근 해상에서 발달된 저기압이 발생하였다. 그 직후 이 저기압은 북서쪽으로 방향을 틀었는데, 대류는 북동풍 연직 시어로 크게 활발해지지 못했다. 8월 22일 윈드 시어가 드디어 주춤하면서, 그 날 정오 만사니요 서남서쪽 약 430 해리 (795 km) 부근 해상에서 이 저기압이 제9호 열대저기압으로 지정되었다. 한편 제9호 열대저기압은 남북으로 늘어진 기압마루의 서쪽 가장자리를 따라 북북서진하였는데, 다음으로 등장한 열대 파동과 제9호 열대저기압과의 거리가 약 350 해리 (650 km)로 좁혀지면서, 이 둘 사이에 수렴선이 형성되었다. 가장 활발한 대류는 제9호 열대저기압의 중심에서 동쪽으로 150 해리 (280 km) 떨어진 곳에 위치해 있었다. 이 대류가 발달의 중심이 되면서 8월 23일 제9호 열대저기압의 중심도 이 대류 부근으로 이동하였다. 이때 이 열대저기압은 열대폭풍 이보(Ivo)로 발달하였다. 앞서 언급한 열대 파동과의 상호작용이 끝나면서, 이보는 위의 기압마루를 따라 북서진하여 8월 24일 자정 최대 풍속 40 노트로 최성기를 맞이하였고, 이때 수온 차가 큰 해역을 통과하게 되었다. 8월 25일 자정, 이보는 다시 북북서진하기 시작했고, 섭씨 24도 미만의 해역에 진입했으며, 활발한 대류가 감소하면서 열대저기압으로 약화되었다. 같은 날 이보는 결국 저기압으로 약화되었다. 이후 이동 속도가 현저히 감소하였고, 하층의 흐름을 따라 남남서진하다가 며칠 후 완전히 소멸하였다.

#### 제10호 열대폭풍 줄리엣
줄리엣은 한 열대 파동, 동태평양 상의 열대 수렴대, 그리고 거대한 저기압성 소용돌이의 복잡한 상호 작용에 의해 발생하였다.  발생 당시 줄리엣은 폭풍 반경이 동쪽으로 최대 30~40 해리 (55~75 km) 밖에 안 될 정도로 작은 규모의 열대폭풍이었다. 작은 줄리엣은 계속해서 발달하였고 8월 29일 오전 6시 푼타 산타 마리나 (Punta Santa Marina) 남동쪽 약 50 해리 (90 km) 부근 해상에서 최대 풍속 55 kt로 최성기를 맞이하였다. 3시간 후 이 세력을 동반한 채 이 지역에 상륙하였다. 상륙 직후, 산악 지역에서의 마찰로 줄리엣은 급격히 약화되었고, 8월 30일 자정 결국 저기압으로 약화되었다. 이 저기압은 다시 해상에 진출하였으나, 수온이 너무 낮은 터라 8월 31일 기압골로 약화되어 소멸되었다.
줄리엣의 폭우로 1명이 감전되어 사망하였다.

#### 제12호 열대폭풍 로레나
로레나를 발생시킨 열대 파동은 8월 31일 처음 관측되었다. 다음 날 테우안테펙 만에 위치해 있던 열대 파동의 축을 따라 대류가 활발해졌고, 9월 2일 같은 축에 약한 저기압이 발생하였다. 그 날 저녁에 중층 순환은 꽤 발달되어 있었으나, 하층의 순환이 덜 발달되었고, 대류가 표층 순환의 중심에 모여들지 않았다. 이 저기압은 멕시코 해안에 평행하게 진행하였는데, 9월 4일 낮 12시, 발달된 표층 저기압이 발생하였다. 다음 날 오전 6시, 대류가 충분히 활발해져 이 저기압은 만사니요 남서쪽 약 125 해리 (230 km) 부근 해상에서 제12호 열대저기압으로 지정되었다. 6시간 이후에는 열대폭풍 로레나(Lorena)로 발달하였다. 이후 로레나는 발달하고 있었던 멕시코 위의 중층 기압마루의 영향으로 좀 더 빠르게 북서진하였다. 발달은 약간의 남서풍 연직 시어, 늘어진 하층 구조, 그리고 약간의 하층-중층 분리 등의 요인으로 매우 느리게 진행되었다. 로레나가 바하칼리포르니아수르주에 접근하면서 대류가 약간 발달하여 9월 6일 낮 12시와 오후 6시 사이에 최대 풍속 45 노트로 최성기를 맞이하였다. 그리고서는 찬 해역을 지남과 동시에 건조하고 안정한 공기가 로레나에 유입되면서 로레나는 점차 약화되기 시작했다. 뇌우 활동은 9월 7일 급작스럽게 감소하였고, 그리하여 같은 날 오후 6시 저기압으로 약화되었다. 이 저기압은 약한 지향류에 갇혀 남서진하였다. 이 저기압은 9월 9일 기압골로 약화되어 소멸하였다.

#### 제14호 열대폭풍 나르다
나르다는 9월 12일 아프리카 서부 해상에 진출한 열대 파동으로부터 발생하였다. 2주 후 동태평양 해역에 진입하였는데, 9월 27일 중앙아메리카 남쪽에 위치해 있을 때 뇌우 활동이 약간 증가하였다. 그러나 발달의 조짐은 10월 1일 만사니요에서 수 백 km 남쪽으로 떨어진 곳에 위치해 있을 때까지 보이지 않았다. 그 때가 되자, 저기압을 동반한 열대 파동에 저기압성 순환이 관측되었다. 이후 저기압은 파동과 분리되었고, 점차 서진, 그리고 서북서진하기 시작했다. 발달하기 시작한 이 저기압은 10월 6일 오후 6시 드디어 제14호 열대저기압으로 지정되었다. 시어가 약해진 동시에 수온이 높은 곳을 지나게 되면서 대류가 활발해졌고, 이는 곧 10월 7일 자정 열대폭풍 나르다(Narda)로의 발달로 이어졌다. 18시간 후 나르다는 부분적인 눈 구조를 보이며 최대 풍속 55 kt로 최성기를 맞이하였다. 이후 건조한 공기가 유입되고, 하층 중심과 중층 중심이 분리되어 대류가 약해지기 시작하면서 나르다는 급격히 약화되었고, 결국 10월 9일 자정 열대저기압으로, 10월 10일 정오 저기압으로 약화되었다. 계속해서 약화되던 저기압은 며칠 후 완전히 소멸하였다.

#### 제15호 열대폭풍 옥타브
옥타브는 열대폭풍 제리를 발생시킨 열대 파동과 약한 열대 요란과의 상호 작용에 의해 발생하였다. 이 열대 파동은 10월 5일에는 눈에 띄지 않았으나, 다음 날 과테말라 남쪽에서 뇌우 활동이 증가하였다. 한편 강한 기압골을 기반으로 한 거대한 열대 요란이 테우안테펙 만과 캄페체 만에 걸쳐 존재했는데, 열대 파동이 10월 7일 이 열대 요란을 흡수해버렸다. 열대 파동은 그로 인해 점차 발달하게 되었고, 바하캘리포니아 반도 남쪽 끝 남쪽 약 475 해리 (880 km) 부근 해상에서 10월 12일 오후 6시 제15호 열대저기압으로 지정되었다. 6시간 후에는 열대폭풍 옥타브(Octave)로 발달하였다. 옥타브는 서서히 발달하면서 10월 13일 오후 6시 최대 풍속 55 노트로 최성기를 맞이하였다. 옥타브는 이 세력을 12시간 유지했는데, 그 동안 아열대 기압마루의 서쪽 가장자리를 따라 북진하게 되었다. 10월 14일 오후 6시가 되자 윈드 시어의 증가와 약간 낮은 수온의 영향으로 구름 패턴이 쇠퇴하여 약화되기 시작하였다. 옥타브는 10월 15일 오전 5시 멕시코 카보산라사로(Cabo San Lazaro)에 40 노트의 풍속을 동반한 채 상륙하였다. 상륙 후에도 약화되던 옥타브는 하층과 중층이 분리되면서 15일 낮 12시 열대저기압으로 약화되었고, 6시간 후 멕시코 본토에 상륙하기 전 저기압으로 약화되었다. 이 저기압은 10월 16일 자정 직후 육상에서 소멸하였다.

#### 제16호 열대폭풍 프리실라
프리실라(Priscilla)는 10월 7일에서 8일 사이에 열대 수렴대 안에서 발생한 열대 요란으로부터 발생하였다. 이 열대 요란은 며칠 동안 느리게 진행하였다. 다른 열대 요란이 이 요란 동쪽 3~400 km 부근까지 접근하였는데, 이 다른 요란은 열대폭풍 옥타브가 되었다. 그로 인해 프리실라 전 단계의 열대 요란에는 윈드 시어가 작용했음에도 불구하고 10월 14일 자정 바하캘리포니아 반도 남쪽 끝 남남서쪽 약 705 해리 (1305 km) 부근 해상에서 열대 요란이 제16호 열대저기압으로 지정되었다. 이 열대저기압은 잠시 후 열대폭풍으로 발달하였고, 같은 날 최대 풍속 40 노트로 최성기를 맞이하였다. 그 이후 하강하는 표층 해수면 수온과 계속된 윈드 시어가 발달을 막았고 프리실라가 약화되게 만들었다. 프리실라가 10월 15일 서북서쪽으로 방향을 틀면서 열대저기압으로 약화되었고, 10월 16일 대류가 소멸하면서 그 날 오후 6시 저기압으로 약화되었다. 이 저기압은 다음 날 서진하게 되었으나 18일 소멸하였다.

### 중태평양

#### 제1호 열대폭풍 페바
8월 16일, 열대폭풍 페바(Pewa)가 발생하였다. 8월 18일 이후 북서태평양 해역에 진입해서 13호 태풍 페바로 바뀌었고, 이로써 중태평양의 발표됐던 열대폭풍 페바의 예보는 종료되었다.

#### 제2호 열대폭풍 우나라
8월 19일 열대폭풍 우나라(UNALA)가 기적적으로 발생하였지만, 곧바로 북서태평양 해역에 진입하여, 8월 19일 태풍 우나라로 변경되었으며, 열대폭풍 우나라도 예보가 종료되었다.

#### 제3호 열대저기압
페바, 우나라에 이어 또다른 열대저기압이 연이어 발생하였다. 하지만 계속된 윈드 시어 때문에 더 이상 발달하지 못했고, 태풍 우나라와 비슷하게 이 세기로 날짜변경선을 통과하여 곧바로 소멸하였다.

## 같이 보기
- 2013년 북대서양 허리케인
- 2013년 태풍
- 2013~2014년 남태평양 사이클론
- 2013년 북인도양 사이클론